# HD 75710
HD 75710，又名CD-44 4861，SAO 220540、HR 3520，是一颗船帆座的恒星，视星等为4.93，位于銀經265.22，銀緯-0.86，其B1900.0坐标为赤經8h 46m 20.1s，赤緯-44° -0.86′ 8″。